# Свинець первісний
Свинець первісний — свинець з ізотопним складом, який відповідає часу утворення Землі. Відрізняється від свинцю первозданного збагаченням ізотопами Pb206, Pb207, Pb208. Імовірно, що його ізотопний склад близький до складу свинцю залізного метеориту каньйону Диявола, а частки відповідно становлять 9,55; 10,38; 29,54.